# Ring (roman)
Ring  este un roman științifico-fantastic al scriitorului britanic Stephen Baxter. A apărut prima dată la 4 iulie 1994 la editura HarperCollins. Este al patrulea roman din seria Xeelee Sequence.
Romanul spune povestea sfârșitului universului și salvarea omenirii de la distrugerea acestuia. Două intrigi paralele sunt urmărite de-a lungul romanului: cea a lui Lieserl, o inteligență artificială care explorează interiorul soarelui și cea a „Marelui Nord” (Great Northern), o navă generație într-o călătorie de cinci milioane de ani.

## Vezi și
- Listă de ficțiuni cu călătorii în timp
- 1994 în științifico-fantastic

## Legături externe
- Site web oficial